# Micheline Bernardini
Micheline Bernardini (Colmar, 1 de diciembre de 1927) es una antigua estríper francesa de origen italiano, famosa por haber sido la primera mujer que desfiló en bikini.
Cuando Louis Reard quiso presentarlo en la piscina del hotel Melitor, se encontró con el inconveniente de que ninguna modelo profesional se atrevía a lucirlo en público, teniendo que recurrir finalmente a Micheline, que por entonces bailaba desnuda en el Casino de París, quien le advirtió que el desfile previsto para el 5 de abril de 1946 iba a ser una bomba más potente que la que, cinco días antes, había explosionado en el atolón Bikini. Tras la presentación, recibió unas cincuenta mil cartas de admiradores.

## Años siguientes
Más tarde, vivió en Australia, actuando en el Teatro Tivoli. Seguidamente, contrajo matrimonio con un militar norteamericano, fijando su residencia en Estados Unidos, donde continuó trabajando como actriz hasta 1970.